# A Seven Inch Two Times
A Seven Inch Two Times – debiutancki album amerykańskiej grupy muzycznej Neon Christ, wydany w roku 1990. Wydawnictwo ukazało się nakładem niezależnej wytwórni fonograficznej F-King Records.

## Opis albumu
Na album złożyło się w sumie osiem kompozycji które w roku 1984 zostały zamieszczone na minialbumie Neon Christ, oraz cztery nowe utwory, które zespół nagrał 3 września 1984 roku. Piosenki pochodzące ze wcześniejszego wydawnictwa zostały nagrane na przełomie stycznia oraz lutego 1984 roku w JBS Studios w Avondale. Płyta została wydana nakładem wytwórni F-King Records. Pochodzący z albumu utwór "Ashes to Ashes" znalazł się na albumie kompilacyjnym P.E.A.C.E./War. Wydawnictwo ukazało się w roku 1990. Do jego wydania doprowadził perkusista zespołu Jimmy Demer, bowiem zespół w tym czasie nie był aktywny. Album w formacie CD został wydany dopiero w roku 2006, przy okazji reaktywacji zespołu.

## Lista utworów
| Nr. |  | Tytuł                         | Tekst        | Muzyka                    |
| --- |  | ----------------------------- | ------------ | ------------------------- |
| 1.  |  | "Draft Song"                  | Randy DuTeau | DuVall / Lankford / Demer |
| 2.  |  | "Winding"                     | Randy DuTeau | DuVall / Lankford / Demer |
| 3.  |  | "Bad Influence"               | Randy DuTeau | DuVall / Lankford / Demer |
| 4.  |  | "Neon Christ"                 | Randy DuTeau | DuVall / Lankford / Demer |
| 5.  |  | "Parental Suppression"        | Randy DuTeau | DuVall / Lankford / Demer |
| 6.  |  | "Doom"                        | Randy DuTeau | DuVall / Lankford / Demer |
| 7.  |  | "After"                       | Randy DuTeau | DuVall / Lankford / Demer |
| 8.  |  | "It's Mine"                   | Randy DuTeau | DuVall / Lankford / Demer |
| 9.  |  | "The Knife That Cuts So Deep" | Randy DuTeau | DuVall / Lankford / Demer |
| 10. |  | "Ashes to Ashes"              | Randy DuTeau | DuVall / Lankford / Demer |
| 11. |  | "Blind Patriot"               | Randy DuTeau | DuVall / Lankford / Demer |
| 12. |  | "The Death They'll Give You"  | Randy DuTeau | DuVall / Lankford / Demer |
|     |  |                               |              |                           |

## Twórcy
Opracowano na podstawie materiału źródłowego
Neon Christ
- Randy DuTeau - śpiew
- William DuVall - gitara prowadząca, wokal wspierający
- Danny Lankford - gitara basowa
- Jimmy Demer - perkusja

Produkcja
- Nagrywany: Styczeń - Luty 1984, oraz 3 września 1984 w JBS Studios w Avondale
- Producent muzyczny: Neon Christ
- Inżynier dźwięku: Scott Hyman, Jimmy Demer
- Zdjęcia: Chuck Gill